# Vezmtar
Vezmtar (persiska: وزمتر) är en ort i Iran.   Den ligger i provinsen Gilan, i den nordvästra delen av landet, 280 km nordväst om huvudstaden Teheran. Vezmtar ligger 79 meter över havet och antalet invånare är 400.
Terrängen runt Vezmtar är kuperad västerut, men österut är den platt. Runt Vezmtar är det ganska tätbefolkat, med 134 invånare per kvadratkilometer. Närmaste större samhälle är Māsāl, 9,4 km söder om Vezmtar. Trakten runt Vezmtar består till största delen av jordbruksmark.